# Szputnyik–3
A Szputnyik–3 (oroszul: Спутник–3) szovjet geofizikai műhold. Ez volt 1958-ban az egyetlen sikeresen pályára állított szovjet műhold.

## Küldetés
Önműködő laboratóriumként feladata volt a felső légkör összetételének, a Föld mágneses tere erősségének, a napsugárzás összetevőinek, a kozmikus sugárzás intenzitásának, összetételének, a mikrometeoritok gyakoriságának és energiájának mérése, a külső-belső hőmérséklet és nyomáskülönbözőségek ellenőrzése. Egy zsaluszerkezettel szabályozni tudták a be- és kisugárzási viszonyokat, amivel a belső hőmérsékletet állandó szinten lehetett tartani. Helymeghatározó rádiójeleit földi állomásokkal követték. A mért adatokat egy tárolóegységbe gyűjtötte, majd a vevőpontok felett elhaladva lesugározta. Mérési adatai megalapozták a későbbi Vosztok-típusú űrhajók alapvető kialakítását az ember kozmikus térben való védelme szempontjából. Hordozórakétája a III. fokozattal kiegészítve megegyezett a Vosztok űrhajót pályára állító eszközzel.

## Jellemzői
1958. május 15-én a bajkonuri űrrepülőtérről egy Szputnyik (8A91) hordozórakétával juttatták alacsony Föld körüli pályára. Energiaellátását akkumulátorral kombinálva, az első ízben alkalmazott napelemtáblák biztosították. Enyhén kúpos formájú, 3,57 méter hosszú, legszélesebb pontjának szélessége 1,73 méter, tömege 1327 kg, amiből a mérőműszerek tömege 968 kilogramm volt. Az orbitális egység pályája 105,9 perces, 65 fokos hajlásszögű elliptikus pálya-perigeuma 258 kilométer, apogeuma 1880 kilométer volt. Komplex műszer-felszerelésű (tizenkét típusú kutatási eszköz), automatikusan működő mesterséges műhold volt. Szolgálati feladatát befejezve 1960. április 6-án, 692 napos keringés után a magas légkört elérve elégett.